# Муромцева, Ирина Викторовна
Ири́на Ви́кторовна Му́ромцева (род. 11 февраля 1978, Ленинград, СССР) — российский журналист, теле- и радиоведущая, продюсер, режиссёр.

## Биография
Родилась 11 февраля 1978 года в Ленинграде в семье военнослужащего (на некоторых сайтах указана дата рождения 13 октября 1975 года).
Среднюю школу окончила в Брянске. Мечтала о поступлении во ВГИК.
В 2001 году окончила (заочно) журналистский факультет Воронежского государственного университета.

### Карьера
В студенческие годы работала на радиостанциях «Радио Рокс», «Открытое радио» и «Европа Плюс Брянск».
Свою телевизионную карьеру начала в 1999 году в качестве корреспондента программы «Сегоднячко», выходившей на телеканале НТВ. Следующим местом её работы стала другая программа Льва Новожёнова на том же телеканале — «Старый телевизор», где Ирина делала сюжетные зарисовки о знаменитых людях прошлого, изменивших ход истории.
С 2000 года, после ухода Светланы Сорокиной в программу «Глас народа», являлась продюсером ежевечерней разговорной программы «Герой дня» (ведущие — Марианна Максимовская и Андрей Норкин). В числе сюжетов Ирины — интервью с Джеки Чаном для «Героя дня» (в 2000 году актёр тайно прилетал в Москву на один день).
В 2001—2003 годах работала корреспондентом в утренних новостях на радио «Свобода». Там же подготавливала эфиры, посвящённые этнической музыке.
С 2003 года работала в программах «Сегодня» с Кириллом Поздняковым и «Страна и мир» на НТВ (райтер, выпускающий редактор, продюсер информационных программ). Профилирующими темы Муромцевой в качестве продюсера новостей являлись культура, образование, наука, передовые технологии и достижения.
В 2006 году недолгое время работала ведущей программы «Вести» телеканала «Россия». В период c 2006 по ноябрь 2014 года — постоянная ведущая телепередачи «Утро России» (телеканал «Россия») в паре с Андреем Петровым, позже с Владиславом Завьяловым.
В 2011 году принимала участие в шоу «Танцы со звёздами». Также выступила ведущей, соавтором и сопродюсером документального фильма «Мы родом из мультиков», посвящённого 100-летию российской анимации и вышедшего на канале «Россия-1» 24 октября 2012 года.
В конце 2014 года приняла приглашение Константина Эрнста и перешла работать на «Первый канал», где начала работу над собственным проектом «Парк культуры имени отдыха» (позже — «Парк») в котором являлась одновременно и продюсером, и ведущей (вместе с Николаем Фоменко и Алексеем Пивоваровым).
С 29 ноября 2015 по 26 июня 2016 года — ведущая ток-шоу «Гости по воскресеньям» на «Первом канале».
С 24 марта 2016 года — ведущая программы «Доброе утро» на том же телеканале. С 3 февраля по 11 мая 2019 года — продюсер и ведущая проекта «Главная роль».
С 16 ноября 2019 года по настоящее время — ведущая программы «Доброе утро. Суббота».
С 1 июня 2023 года по настоящее время — ведущая собственного канала на YouTube.

### Семья
Первый брак: муж — бизнесмен; дочь Любовь (2001 г.р.).
С осени 2012 года по 2019 год была замужем за музыкальным продюсером Максимом Волковым; 7 марта 2013 года у пары родилась дочь Александра.
2 февраля 2024 года сообщила о регистрации брака, третьего мужа зовут Иван.